# Pobudzenie seksualne
Pobudzenie seksualne – stan fizjologiczny, pozwalający na odbycie stosunku płciowego.
W odróżnieniu od większości zwierząt ludzie są zdolni do pobudzenia seksualnego przez cały rok, nie istnieją sezony godowe.

## Oznaki pobudzenia seksualnego u człowieka
| Pobudzenie seksualne kobiety: | Pobudzenie seksualne mężczyzny: |
| --- | --- |
| - powiększenie piersi, - zwilżenie pochwy, - przekrwienie ścian pochwy, - erekcja łechtaczki, - uniesienie macicy i rozszerzenie się tylnego odcinka pochwy, - zmiana kształtu, koloru i rozmiaru warg sromowych. | - erekcja prącia, - odciągnięcie i zaciśnięcie napletka i odsłonięcie żołędzi (nie zawsze), - pojawienie się wydzieliny preejakulacyjnej, - obrzmienie jąder - zgrubienie moszny |
| | |

## Fizjologia pobudzenia seksualnego
Do utrzymania gotowości organizmu do zmiany bodźców zmysłowych lub wyobrażeniowych na seksualne (uzyskania podniecenia seksualnego) potrzebne są następujące mechanizmy:
- istnienie bodźca zmysłowego lub wyobrażeniowego,
- ośrodki seksualne w korze mózgowej oraz nienaruszone funkcje psychiczne,
- ośrodki seksualne w niższych piętrach mózgowia,
- ośrodki seksualne w odcinkach lędźwiowym i krzyżowym,
- przysadka mózgowa i prawidłowa regulacja hormonalna (z istnieniem pewnego poziomu hormonów we krwi),
- nienaruszone drogi nerwowe,
- ogólnie dobre samopoczucie (czynnik X).

## Modele reakcji seksualnej człowieka

### Model Masters i Johnson
Model Masters i Johnson wyróżnia 4 fazy reakcji seksualnej:
- podniecenie
- plateau
- orgazm
- odprężenie.

Mimo wielu różnic w budowie ciała kobiecego i męskiego, fazy pobudzenia seksualnego są u obu płci bardzo podobne.

### Model Helen Kaplan
Inny model, opracowany przez seksuolog Helen Singer Kaplan, zawiera trzy fazy:
- pożądanie (zarówno psychiczne, jak i fizyczne)
- podniecenie (ma miejsce, gdy pojawia się stan pobudzenia fizycznego)
- orgazm (obejmujący także odprężenie).

### Model Bancrofta
John Bancroft wyróżnia następujące fazy orgazmu:
1. Wzrost podniecenia seksualnego do momentu szczytowego, w którym następuje uruchomienie procesu neurofizjologicznego o następujących cechach:
  - intensywnym uczuciu przyjemności,
  - pewnym stopniu zmiany stanu świadomości ze zmianami dotyczącymi procesów przetwarzania informacji,
  - swoistymi doznaniami zlokalizowanymi zwykle w okolicach narządów płciowych, ale ze zmiennym zasięgiem obejmującym całe ciało,
  - skurczami mięśni, u kobiet mięśni przepony miedniczej, okołopochwowych, prawdopodobnie macicy, a u mężczyzn mięśni opuszkowo-jamistych i opuszkowo-gąbczastych, częściowo także mięśniami przepony miedniczej,
  - innymi zmianami nieobejmującymi narządów płciowych, np. rytmiczne ruchy ciała, zaczerwienienie skóry.
2. Faza po orgazmie, w której opisane wyżej objawy wracają do stanu sprzed podniecenia, po czym następuje okres refrakcji, hamujący kolejne podniecenie seksualne[1].

Okres refrakcji jest na ogół dłuższy u mężczyzn niż u kobiet i wraz z wiekiem potrafi ulec wydłużeniu.